# Gisleno de Hainaut

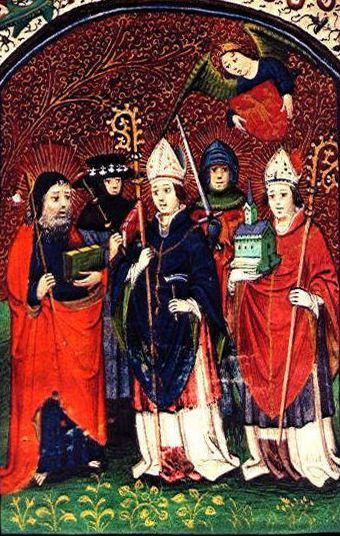
Ilustración de un libro de plegarias (mediados del) : San Gisleno, representado a la derecha, llevando una iglesia.

Gisleno († 681), en francés o en inglés Ghislain y en latín Gislenus, era monje en el Henao. Es un santo cristiano celebrado el 9 de octubre según el martirologio romano, y más recientemente el 10 de octubre. 
En Bélgica, cerca de Mons, allí donde se encontraba su abadía, se eleva hoy la ciudad que lleva su nombre: Saint-Ghislain.

## Historia y tradición
Este santo del siglo VII se supone llegó de Grecia o de Alemania. Incluso fue obispo de Atenas según algunos autores. No hay nada seguro anterior a su llegada a la región de Mons.
Gisleno se instaló en el Condado de Henao en Bélgica y vivió en su pequeño monasterio. Atrae a numerosos discípulos, que roturaron la tierra así como evangelizaban la región. Gracias a la amistad de San Alberto, obispo de Cambrai, pudo ampliar sus dominios para acoger en él a los monjes que venían cada vez en mayor número para ponerse bajo su dirección espiritual. Fue padre espiritual de santa Valdetrudis y de sus hijos. 
Es el fundador y primer abad de un monasterio en torno al cual se estableció la ciudad de Saint-Ghislain, que perpetúa su nombre.
Murió en 681.

## Etimología
El nombre probablemente se basa en el término germánico gīsel, rehén (cf. alemán Geisel, rehén) como Gisela, Wandrille, Giselmar. Le sigue un sufijo -enus [?] de origen indeterminado.